# Церква Святого Миколая (Брюссель)
Церква Святого Миколая (фр. Église Saint-Nicolas, нід. Sint-Niklaaskerk) — церква у Брюсселі, в старому місті (Пентагоні), поруч з Брюссельською біржею. Церква Святого Миколая є однією з перших чотирьох церков в Брюсселі; її поява датується 1125 роком. Розташована за адресою: Rue des Fripiers, 11.

## Історія
Церква зведена в колишньому кварталі купців і побудована на їх кошти в честь покровителя торгівлі Святого Миколая.
При реконструкції фасадів у 1956 році, було виявлено артефакти на ґанку, котрі свідчать про те, що в XII столітті на цьому місці розташовувалася вежа при римській церкві, яка містила міські дзвони. Ця будівля мала заздалегідь задану форму, вона згадується ще 1289-го. У 1367 році башта була зруйнована під час бурі, проте, відновлена. 1486-го, при розширенні лівого бокового вівтаря нави, була додана каплиця Нотр-Дам де ла Пе.
У 1579 році церква була пошкоджена під час релігійних зіткнень між валлонськими провінціями Нідерландів (католиками) і північних провінцій, які є протестантськими. Приблизно за сто років, у 1695, під час бомбардування міста церква була майже цілковито зруйнована.
У 1714 році було прийнято рішення про відновлення церкви, однак після завершення будівництва вона обвалилася. Церква святого Миколая була закрита у 1797. Завдяки кільком прихожанам, котрі викупили її у 1799 році, у 1804 році церква знову була відкрита, у ній почалися богослужіння. В пам'ять про обстріл міста і руйнування церкви, в ній зберігається гарматне ядро.
Головний фасад був перебудований у 1956 році. Через те, що церква багато разів перебудовувалася і змінювала зовнішність, у літературних виданнях стверджується, що вона не являє собою інтересу як архітектурна споруда.